# Maybelle Blair
Maybelle Blair née le 16 janvier 1927 à Inglewood, Californie, est une ancienne joueuse de baseball de la ligue All-American Girls Professional Baseball League. 

## Carrière
Blair est une lanceuse lorsqu'elle rejoint les Peoria Redwings en 1948, même si elle ne participe qu'à un seul match pour l'équipe. L'année suivante, elle rejoint la ligue professionnelle de softball pour jouer pour l'équipe des Cardinals de Chicago. Elle a également joué dans le club des Jax Girls de la Nouvelle-Orléans.

## Vie privée
En 2022, Blair fait publiquement son coming out en tant que lesbienne lors de la promotion de la série télévisée A League of their Own, déclarant : « je pensais être la seule au monde... Je me suis cachée pendant 75, 85 ans et c'est en fait, fondamentalement, la première fois que je fais mon coming out »,.